# Oreochromis karongae
Oreochromis karongae es una especie de peces de la familia cíclidos.

## Morfología
La longitud máxima en machos es de 42 cm y en las  hembras de 38 cm.

## Distribución y hábitat
Se encuentran en África, un endemismo del lago Malawi. Es un pez de agua dulce bentopelágico, encontrado normalmente a unos 10 metros de profundidad en el lago, entre 22 °C y 28 °C.
Prefiere vivir en las bahías con abundante vegetación, sobre la arena, en biotopos puramente rocosos y otros tipos de hábitats; mayoría se encuentran a poca profundidad; se alimenta de fitoplancton y en sedimentos de diatomeas en la arena. Incubador bucal maternal.